# 佐野市站
佐野市站（日语：／ Sanoshi eki */?）是位於日本栃木縣佐野市，屬於東武鐵道佐野線車站。車站編號TI 33。本站為特急列車「兩毛」的停靠站。

## 年表
- 1914年（大正3年）8月2日 佐野町站開業。
- 1943年（昭和18年）4月1日 改稱佐野市站。

## 車站構造

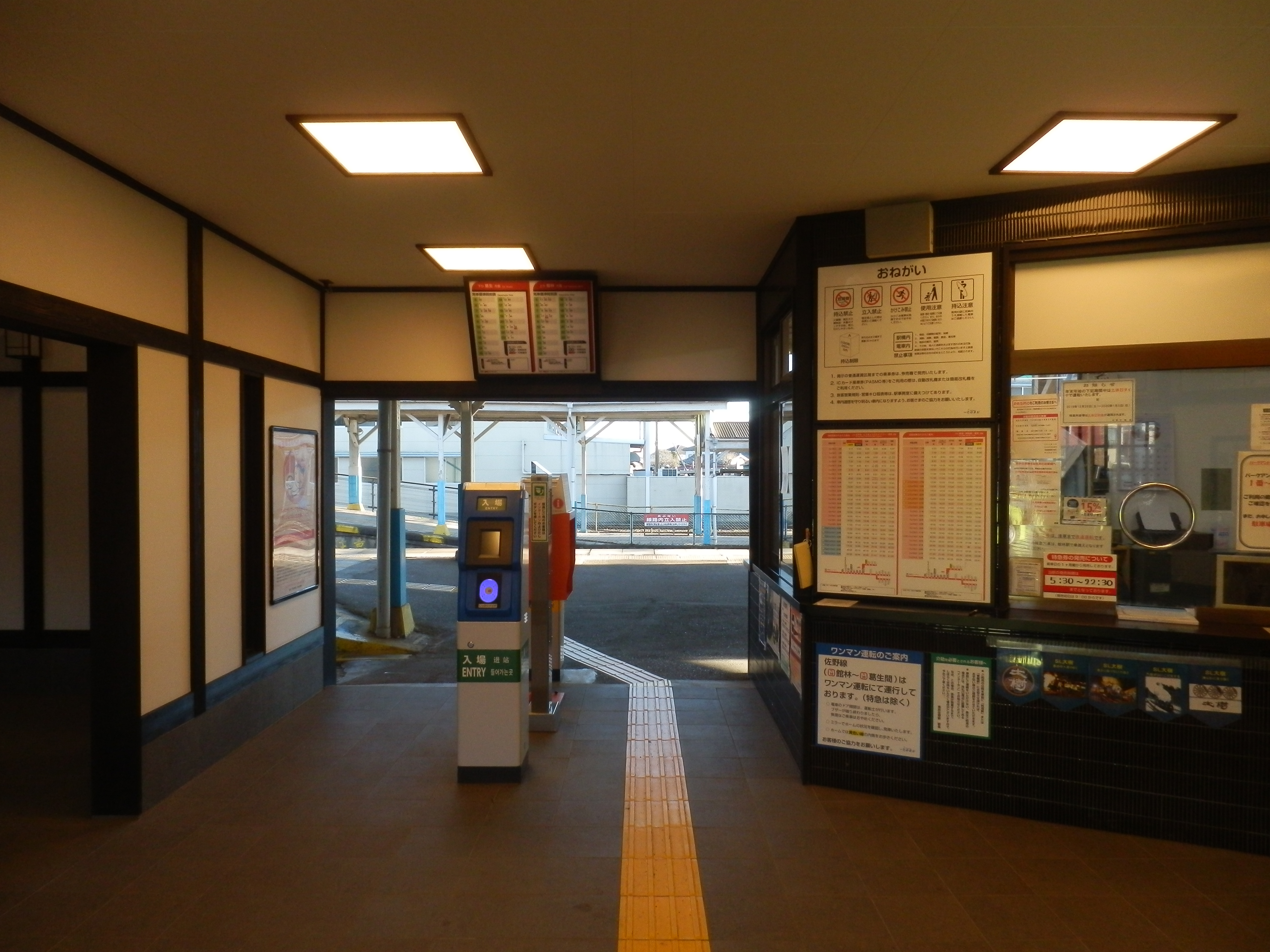
驗票口（2020年1月）

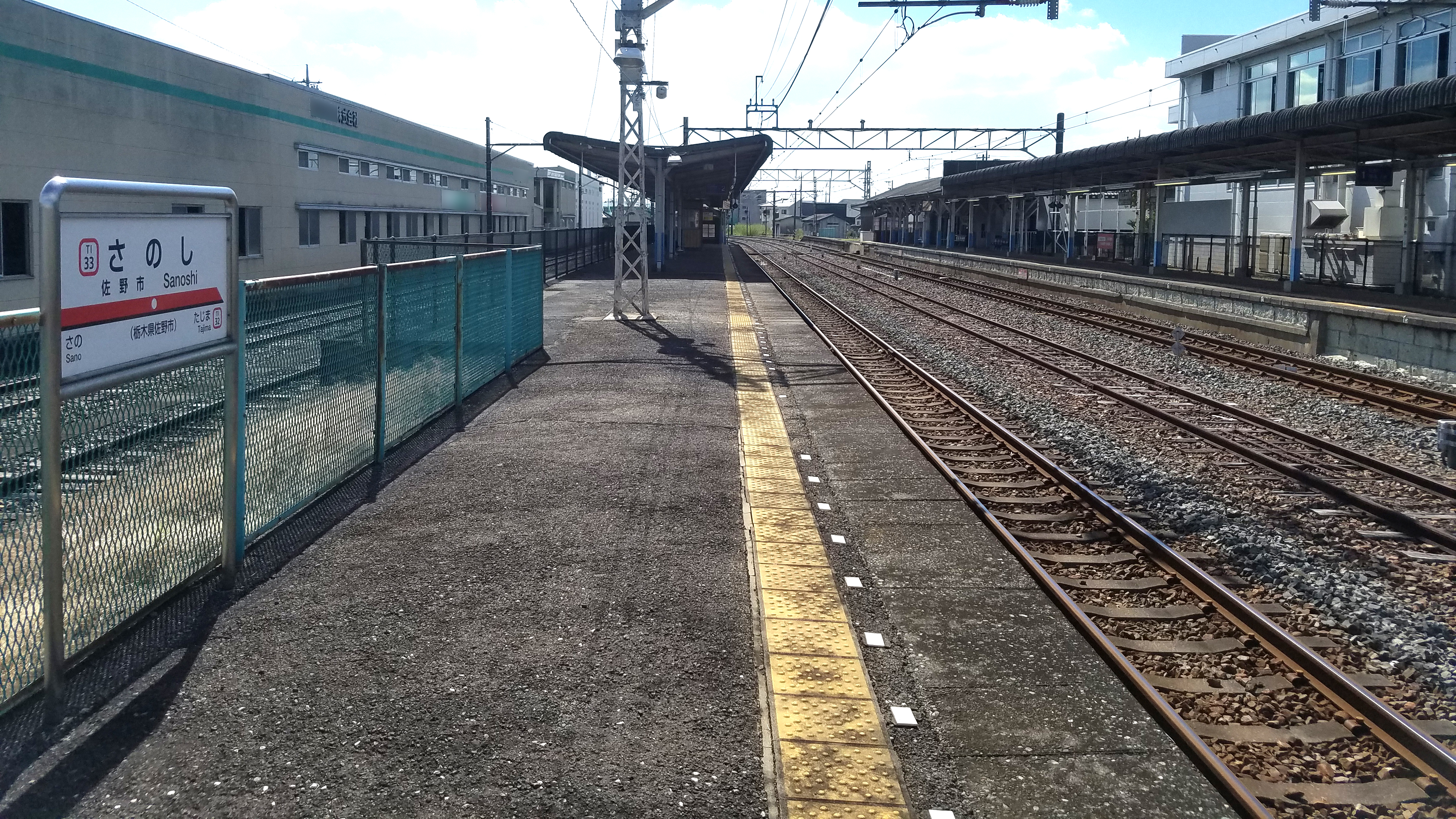
月台（2021年9月）

本站是側式月台2面2線的地面車站。原先的中線在貨物運輸廢止後不再使用，現在部分線路已被拆除。往館林方向的月台原為島式月台，舊3號線與外側的側線現已停止使用。站房位於葛生方向月台側，並透過地下道通往館林方向月台。往葛生方向的列車會透過車內廣播提醒乘客東日本旅客鐵道（JR東日本）兩毛線的轉乘站為鄰站佐野站，葛生方向月台亦有標示提醒乘客注意。
2009年（平成21年）6月5日以前。有一班往返館林站與本站的區間列車，隔日6日改點後延駛至佐野站。

### 月台配置
| 月台 | 路線   | 方向 | 目的地   |
| ---- | ------ | ---- | -------- |
| 1    | 佐野線 | 下行 | 葛生方向 |
| 2    | 佐野線 | 上行 | 館林方向 |

## 使用情況
2017年度1日平均上下車人次為758人。
近年1日平均上下車人次變化如下表。
| 年度               | 1日平均 上下車人次 |
| ------------------ | ------------------ |
| 2001年（平成13年） | 938                |
| 2002年（平成14年） | 877                |
| 2003年（平成15年） | 838                |
| 2004年（平成16年） | 814                |
| 2005年（平成17年） | 798                |
| 2006年（平成18年） | 766                |
| 2007年（平成19年） | 780                |
| 2008年（平成20年） | 793                |
| 2009年（平成21年） | 763                |
| 2010年（平成22年） | 704                |
| 2011年（平成23年） | 726                |
| 2012年（平成24年） | 764                |
| 2013年（平成25年） | 764                |
| 2014年（平成26年） | 760                |
| 2015年（平成27年） | 758                |
| 2016年（平成28年） | 739                |
| 2017年（平成29年） | 758                |

## 車站周邊
- 佐野警察署（日语：佐野警察署）
- 佐野市文化會館
- 佐野植上郵便局
- 總宗寺（日语：惣宗寺）（佐野厄除大師）
- Central Sports Club（日语：セントラルスポーツ）佐野

## 外部連結
- 佐野市（車站資訊） - 東武鐵道